# Élincourt-Sainte-Marguerite

Élincourt-Sainte-Marguerite este o comună în departamentul Oise, Franța. În 1 ianuarie 2022 avea o populație de 918 de locuitori.